# Giacomo Balla
Giacomo Balla (Torí, 1871 - Roma, 1958), pintor italià, un dels fundadors del moviment futurista.
Molt influenciat pels puntillistes parisencs, des de 1909 ho va estar en particular per l'obra del poeta Filippo Marinetti, amb el qual va publicar el Manifest Futurista aquell mateix any. Al contrari que altres del seu mateix gènere, Balla va ser un pintor líric, aliè a la violència. Les seves obres més reconegudes tracten la dinamicitat de la llum i el moviment simultani, com "Dinamisme de gos amb corretja" (1912). A l'octubre de 1918 va publicar el seu "Manifest del color", una anàlisi del color en la pintura d'avantguarda. En la dècada de 1930 es va distanciar del futurisme, havent estat un dels seus exponents més destacats.

## Biografia
Durant la seva infantesa, Balla va anar a classes de música i violí i paral·lelament va aprendre de manera autodidàctica a pintar. El 1891 estudià breument a l'Accademia Albertina di Belle Arti i al Liceo Artistico de Torí. Entorn del 1892 estudià a la Universitat de Torí amb Cesare Lombroso.
El 1895 es trasllada a Roma on s'estableix als inicis del segle XX amb un breu parèntesi a París, on descobreix la vida de la metròpolis i la vida nocturna dels abarrotats boulevards. Aquesta ciutat influirà en la seva evolució cap al futurisme a través d'una anàlisi de les seves impressions més pròpia de la fotografia, la llum i el moviment. Els seus primers anys a Roma treballà de caricaturista i il·lustrador.
El 1903 s'exhibeix la seva obra a l'Esposizione internazionale d'arte della città di Venezia. I a l'any següent al Internationale Kunstausstellung a Düsseldorf. El 1909 exposa també al Salon D'Automne a París.
Entorn del 1905, haurà fet ja diverses exposicions i formarà part del jurat del cercle "Amatori e cultori". En aquest àmbit coneixerà artistes com Cena, Marucci, Cambellotti i esdevindrà mestre de Umberto Boccioni i Gino Severini. 

El 1909, Filippo Tommaso Marinetti publica la seva tesi amb el conegut "Manifest futurista". Balla, hi trobarà allà plasmades les seves idees i el 1910 escriurà, juntament amb U. Boccioni, C. Carrà, G. Severini i L. Russolo el "Manifest dels pintors futuristes" i dos anys més tard el "Manifest tècnic de la pintura futurista". Tot i que no exposarà amb ells fins al 1913. Aspiren a una visió pràctica del principi de la dinàmica que hauria d'articular el llenguatge plàstic partint de la glorificació de la màquina i la cultura industrial. A partir d'aquell moment, Balla signarà els seus quadres amb el nom de "Futur Balla".
El 1912 viatja a Londres i a Düsseldorf on començarà a influenciar-se per l'art abstracte. L'any següent participa en el Erste deutsche Herbstsalon al Der Sturm gallery a Berlín i en una exposició al Rotterdamsche Kunstkring a Rotterdam.
El 1914 experimenta amb l'escultura per primera vegada i ho exposa a la Prima esposizione libera futurista a la Galleria Sprovieri a Roma. Un any més tard, escriu amb Fortunato Depero el manifest "Reconstrucció futurista de l'Univers". El 1915 mateix, la seva obra és exposada als Estats Units, a San Francisco a la Panama-Pacific International Exposition.
El 1918, obté una exposició monogràfica de la Casa d'Art Bragaglia, a la via degli Avignonesi de Roma sota la seva recerca envers el dinamisme tal com ho feia Anton Giulio Bragaglia amb experiments fotodinàmics.
Paral·lelament, es desenvolupà en l'àmbit de les arts aplicades. Va ser dissenyador de roba i catifes, gerres i làmpades, experimentant amb paper d'alumini, miralls i vidres de colors, esdevenint un dels co-fundadors de l'art abstracte.
El 1925 és present a la Biennale romana i el 1928 torna a exposar a "Amatori e cultori", on començarà a anunciar-se el seu retorn a l'art figuratiu. Aquesta involució la portarà a terme a la seva casa- estudi de Via Oslavia on treballarà amb les seves dues filles Elica i Luce.
El 1935 és fet membre de l'Acadèmia de San Luca a Roma i seguirà exposant per tot Europa i Estats Units.
Mor l'1 de març de 1958.

## Obra

### Període pre-futurista
Influenciat pel puntillisme de Georges Seurat, Segantini i el divisionisme italià, un estil del nord d'Itàlia que pretenia capturar els efectes de la llum, molt similar a l'impressionisme. Mostra preocupació, durant aquesta època, per la situació laboral i obrera. Balla s'inicià autodidàcticament pintant paisatges amb moviments curts i pinzellades irregulars com a "Street Light" de 1909. És una pintura de forta inspiració social. 

Les seves obres passen de temes obrers: 
- Treball (1902)
- La jornada de l'obrer (1904)
- La boja (1905)
- L'escala dels adéus, saludant (1908)

a temes de la llum:
- Làmpada amb arc (1909)[4]

### Futurisme
El 1909 fa un gir. Comença a preocupar-se no només per l'efecte de la llum, sinó també pel moviment i la rapidesa tal com ho fa el moviment futurista. Els seus quadres començaran a plasmar el treball i una temàtica humanitària que reflectiran les polítiques socialistes. Els seus primers quadres, amb la màquina com a centre temàtic, pretendran il·lustrar el moviment mostrant els elements del quadres en seqüències repetides. Per tant, haurà de superar les dificultats de captar la velocitat i el vol per mitjà d'imatges superposades. El seu primer quadre serà una gran mostra de tot plegat "Gos amb corretja" (1912) on les passes del gos i la seva mestressa i les oscil·lacions de la corretja són un clar exemple d'aquestes representacions seqüenciades. 

Algunes de les seves obres no voldran imitar només el moviment d'una màquina, sinó que voldrà donar expressivitat al moviment, anunciant la seva segona etapa més abstracte com en el quadre: "Velocitat abstracte: El cotxe ha passat" de 1913. S'hi observa una dissecció cromàtica de la llum i la segmentació dels moviments cap a formes geomètriques.
A partir del 1914, comença a evolucionar de manera més evident cap a l'abstracció total i emprendrà el model de vida futurista. N'és un clar exemple el nom que posarà a les seves filles, Elica i Luce (Hèlix i Llum respectivament). En aquest període s'iniciarà també en les arts aplicades.
Altres obres d'aquesta època són:
- La mà del violinista (1912)
- Noia corrent pel balcó (1912)
- Vol de gavines (1913)
- Línies de moviment i successió dinàmica (1913)
- Velocitat de motocicle (1913)
- Forma del soroll del motocliclista (1913)
- Speeding Automobile, Auto en Course, Etude de Vitesse, (1913)
- Swifts, Paths of Movement and Dynamic Sequences (1913)
- Velocitat abstracta + so (1913 - 1914)
- Mercuri passant abans que el sol (1914)
- Passatge i temporal (1914)
- Vortice (1914)
- Construcció plàstica del soroll i la velocitat (1915)
- Streamlines Future (1916)
- Vel de vídua i paisatge (1916)
- Síntesi del moviment negre i blanca (1917)
- Arbres mutilats (1918)
- Transformació Forma-esperit (1918)[5]

### Segona onada futurista
Durant els anys 20 s'involucra a la segona onada futurista, essent l'únic de la primera onada que formarà part d'aquest futurisme de postguerra. Se'l caracteritza per una estilització fantasiosa de motius naturalistes, d'un cromatisme cada vegada més violent en consonància amb el "stile 1925" de les seves arts aplicades i decoratives. 

A finals d'aquesta dècada s'haurà allunyat del futurisme per retornar a un art més figuratiu tal com ho demostrà a l'exposició de 1928 a "Amatori e cultori". Tot i així el 1929, firmarà el "Manifest de l'aeropintura" amb Marinetti, Benedetta, Dottori, Depero, Fillia, Prampolini i d'altres. 

D'aquesta etapa hi ha les següents obres:
- Pessimisme i optimisme (1923)
- Números enamorats (1924)
- Monges i paisatge (1925)

### Els últims anys
Durant els anys 30, Balla fa un retorn a l'art figuratiu dels seus inicis amb els temes de la vida quotidiana, al retrat, al paisatge. Aquesta pintura feta des del seu estudi al barri Prati de Roma fou pràcticament ignorada pels seus coetanis, però amb el temps i sobretot a partir dels anys 50, se l'ha qualificada de gran qualitat i un estímul pels artistes.